# Methanocella
Genre
Espèces de rang inférieur
- Methanocella arvoryzae
- Methanocella conradii
- Methanocella paludicola

Methanocella est un genre d'archées méthanogènes de l'ordre des Methanocellales.